# Lohärad-Svartkärrets naturreservat
Lohärad-Svartkärrets naturreservat är ett naturreservat i Norrtälje kommun i Stockholms län.
Området är naturskyddat sedan 2011 och är 14 hektar stort. Reservatet omfattar en sträcka ev en bäck med omgivande våtmark och svaga sluttningar. Reservatet består av blandsumpskog och granskog.